# Simon Schürch
Simon Schürch, född 2 december 1990 i Rothrist, är en schweizisk roddare.
Schürch blev olympisk guldmedaljör i lättvikts-fyra utan styrman vid sommarspelen 2016 i Rio de Janeiro.